# Континентална хокејашка лига
Континентална хокејашка лига (КХЛ; рус. Континентальная хоккейная лига, КХЛ) је међународна хокејашка лига Евроазије. Лига је основана 2008. године, а већ 2009. проглашена је као најјаче хокејашко клупско такмичење у Европи.
У лиги је током првих 6 сезона учествовало укупно 30 тимова, од тога 22 из Русије, два из Словачке, а по један из Белорусије, Казахстана Летоније, Украјине и Хрватске. Прво такмичење Континенталне хокејашке лиге одржано је у сезони 2008/09. Од сезоне 2014/15. новајлија у лиги је фински Јокерит.

## Такмичарски систем
Лигашки део сезоне игра се у 56 кола. Сваки тим игра по 4 утакмице против екипа које се налазе у истој дивизији (20 утакмица), и по 2 утакмице против осталих 18 тимова (36 утакмица).
У лигашком делу такмичења лига је подељена на 4 дивизије које носе имена по великанима руског хокеја: дивизија Бобров, дивизија Тарасов, дивизија Харламов и дивизија Чернишев. Тимови из дивизија Бобров и Тарасов су распоређени у Западну Конференцију, док су екипе из дивизија Чернишев и Харламов сврстане у Источну конференцију. По 8 најбоље пласираних екипа након лигашког дела такмичења у свакој дивизије обезбеђује право наступа у доигравању (плеј-оф). Плеј оф се одржава по систему елиминација, од четвртфинала до финала конференције. Победници конференција играју финални меч за трофеј Купа Гагарина, односно за победника КХЛ лиге.
Од друге сезоне тим који освоји прво место након лигашког дела сезоне добија тројеј победника Континенталног купа.

## Клубови у сезони 2021/22
| Дивизија              | Клуб                 | Град                 | Основан              | У КХЛ-у              |                      |
| Западна конференција  | Западна конференција | Западна конференција | Западна конференција | Западна конференција | Западна конференција |
| --------------------- | -------------------- | -------------------- | -------------------- | -------------------- | -------------------- |
| Дивизија Бобров       | Витјаз               | Подољск              | 1996                 | 2008                 |                      |
| Дивизија Бобров       | СКА                  | Санкт Петербург      | 1946                 | 2008                 |                      |
| Дивизија Бобров       | Сочи                 | Сочи                 | 2014                 | 2014                 |                      |
| Дивизија Бобров       | Спартак              | Москва               | 1946                 | 2008                 |                      |
| Дивизија Бобров       | Торпедо              | Нижњи Новгород       | 1946                 | 2008                 |                      |
| Дивизија Тарасов      |                      |                      |                      |                      |                      |
| Динамо Минск          | Минск                | 1976                 | 2008                 |                      |                      |
| Динамо Москва         | Москва               | 1946                 | 2010                 |                      |                      |
| Локомотива            | Јарослављ            | 1949                 | 2008                 |                      |                      |
| Северстал             | Череповец            | 1956                 | 2008                 |                      |                      |
| ЦСКА                  | Москва               | 1946                 | 2008                 |                      |                      |
| Источна конференција  |                      |                      |                      |                      |                      |
| Дивизија Харламов     |                      |                      |                      |                      |                      |
| Автомобилист          | Јекатеринбург        | 2006                 | 2009                 |                      |                      |
| Ак Барс               | Казањ                | 1956                 | 2008                 |                      |                      |
| Куенлуен              | Кина Пекинг          | 2016                 | 2016                 |                      |                      |
| Металург Магнитогорск | Магнитогорск         | 1955                 | 2008                 |                      |                      |
| Нефтехимик            | Нижњекамск           | 1968                 | 2008                 |                      |                      |
| Трактор               | Чељабинск            | 1947                 | 2008                 |                      |                      |
| Дивизија Чернишев     | Адмирал              | Владивосток          | 2013                 | 2013                 |                      |
| Дивизија Чернишев     | Авангард             | Омск                 | 1950                 | 2008                 |                      |
| Дивизија Чернишев     | Амур                 | Хабаровск            | 1966                 | 2008                 |                      |
| Дивизија Чернишев     | Барис                | Астана               | 1999                 | 2008                 |                      |
| Дивизија Чернишев     | Салават Јулаев       | Уфа                  | 1961                 | 2008                 |                      |
| Дивизија Чернишев     | Сибир                | Новосибирск          | 1962                 | 2008                 |                      |

## Сезоне КХЛ-а

### Сезона 2008/09
Прво издање КХЛ лиге кренуло је 2. септембра 2008. са укупно 24 екипе: 21 из Русије и по једна из Белорусије, Летоније и Казахстана. Најбољи тим у лигашком делу сезоне била је екипа ХК Салават Јулаев са 129 бодова из 56 утакмица. За најбољег играча лигашког дела проглашен је крило Атланта Сергеј Мозјакин са 76 бодова (34 гола и 42 асистенције). Плеј оф серија је почела великим изненађењем јер је 16. пласирани тим лигашког дела Авангард из Омска успео да елиминише победника лигашког дела екипу Салават Јулаева у првом колу. Први победник Купа Гагарина била је екипа ХК Ак Барс из Казања која је у финалном мечу победила екипу Локомотиве из Јарославља са укупно 4:3 (у победама).

### Сезона 2009/10
У другој сезони такмичења су уведене неке мање измене. Тако су екипе подељене у две конференције (Источна и Западна), а приликом састављања дивизија водило се рачуна о географском положају клубова, да би се смањили трошкови путовања. Екипа која освоји прво место на табели у регуларном делу сезоне добила је трофеј Континенталног купа. Број тимова је остао исти, а екипу Химика је заменио тим Автомобилист из Јекатеринбурга. Лигашки део сезоне поново је освојио ХК Салават Јулаев, и опет са 129 бодова из 56 утакмица. Као и у првој сезони за најбољег играча је проглашен Сергеј Мозјакин са 66 бодова (27 голова и 39 асистенција). Титулу је успео да одбрани тим из Казања који је у финалу са 4:3 у серији победио екипу МВД из Московске области.

### Сезона 2010/11
У трећој сезони учествовала су 23 тима. Екипа Лада Тољати је иступила из лиге а на њено место је дошао ХК Југра из Ханти Мансијска. Број тимова је смањен јер је дошло до спајања екипа МВД и Динама из Москве. Континентални куп је отишао у руке Авангарда са 118 бодова. За најкориснијег играча је изабран Александар Радулов са индексом од 80 поена (20 голова и 60 асистенција), што је био нови рекорд лиге. Трофеј Купа Гагарина отишао је у руке хокејаша Салавата који су са 4:1 победили победника западне конференције, екипу Атланта.

### Сезона 2011/12
По први пут КХЛ лига се проширила ван граница некадашњег СССР, а учешћем словачког тима Лев Попрад број екипа се поново вратио на 24. Лигашки део сезоне је требало да почне 7. септембра 2011. године али је због авионске катастрофе у којој је страдао готово комплетан тим Локомотиве из Јарославља почетак такмичења одложен за 12. септембер. Руководство Локомотиве је због поменутог догађаја одлучило да тим не учествује у лиги у текућој сезони.
Континентални куп је освојила екипа Трактора из Чељабинска освојивши 114 бода. Трофеј Јурија Гагарина освојио је Динамо из Москве који је у великом финалу победио Авангард из Омска са 4:3 у победама. За најкориснијег играча као и претходне сезоне изабран је Александар Радулов.

### Сезона 2012/13
У петој сезони регионалне КХЛ лиге учествовало је 26 клуба. После годину дана паузе, након Авионске несреће када је погинуо цео тим у лигу се вратила Локомотива из Јарославља. Новајлије у лиги су украјински Донбас и словачки Слован из Братиславе. Клуб Лев се из Попрада преселио у Праг.
Сезона је почела утакмицом суперкупа 4. септембра 2012. године између московског Динама и Авангарда из Омска коју је добио московски тим са 3:2 након пенала. Континентални куп је освојила екипа СКА из Санкт Петербурга са 115 бода. Трофеј Јурија Гагарина одбранио је Динамо из Москве који је у великом финалу победио Трактор са 4:2 у победама. За најкориснијег играча проглашен је Сергеј Мозјакин из Металург Магнитогорска.

### Сезона 2022/23
После 7 одиграних утакмица ЦСКА је у Казању 29. априла 2023. победио Ак Барс резултатом 3:2, и тиме освојио свој трећи трофеј у овом такмичењу.

## Статистика

### Шампиони
| Сезона   | Победник Купа Гагарина | Финалист                | Бронзана медаља         | Победник Континенталног купа | Победник Купа Локомотиве |
| -------- | ---------------------- | ----------------------- | ----------------------- | ---------------------------- | ------------------------ |
| 2018/19. | „ЦСКА“ Москва          | „Авангард“ Омск         |                         | „ЦСКА“ Москва                | „СКА                     |
| 2017/18. | „Ак Барс“ Казањ        | „ЦСКА“ Москва           |                         | „СКА                         | „СКА                     |
| 2016/17. | „СКА                   | „Металург“ Магнитогорск |                         | „ЦСКА“ Москва                | „Металург“ Магнитогорск  |
| 2015/16. | Металург Мг            | „ЦСКА“ Москва           |                         | „ЦСКА“ Москва                | „ЦСКА“ Москва            |
| 2014/15. | „СКА                   | „Ак Барс”               |                         | „ЦСКА“ Москва                | „Металург“ Магнитогорск  |
| 2013/14. | Металург Мг            | ХК Лев                  |                         | „Динамо“ Москва              | „Динамо“ Москва          |
| 2012/13. | „Динамо“ Москва        | „Трактор“ Чељабинск     | „СКА“ Санкт Петербург   | „СКА“ Санкт Петербург        | „Динамо“ Москва          |
| 2011/12. | „Динамо“ Москва        | „Авангард“ Омск         | „Трактор“ Чељабинск     | „Трактор“ Чељабинск          | „Салават Јулаев“ Уфа     |
| 2010/11. | „Салават Јулаев“ Уфа   | „Атлант“ Митишчи        | „Локомотива“ Јарослављ  | „Авангард“ Омск              | Динамо Москва            |
| 2009/10. | „Ак Барс“ Казањ        | „ХК МВД“ Балашиха       | „Салават Јулаев“ Уфа    | „Салават Јулаев“ Уфа         | „Ак Барс“ Казањ          |
| 2008/09. | „Ак Барс“ Казањ        | „Локомотива“ Јарослављ  | „Металург“ Магнитогорск | „Салават Јулаев“ Уфа         | „Салават Јулаев“ Уфа     |

### Табела свих времена
Од оснивања лиге 2008. у њој је играло укупно 27 тимова. У табели је дат приказ њихових пласмана на крају лигашког дела сваке сезоне.
| Клуб                       | 2008/09 | 2009/10 | 2010/11 | 2011/12 | 2012/13 |
| -------------------------- | ------- | ------- | ------- | ------- | ------- |
| Ак Барс Казањ              | 2.      | 8.      | 4.      | 6.      | 2       |
| ХК Динамо Москва*          | 7.      | 5.      | 6.      | 3.      | 4       |
| Салават Јулаев Уфа         | 1.      | 1.      | 2.      | 8.      | 9       |
| Локомотива                 | 3.      | 7.      | 3.      | х       | 8       |
| Авангард Омск              | 16.     | 11.     | 1.      | 5.      | 3       |
| Атлант                     | 5.      | 6.      | 8.      | 9.      | 17      |
| Барис Астана               | 15.     | 14.     | 14.     | 10.     | 10      |
| Металург Магнитогорск      | 6.      | 3.      | 5.      | 4.      | 7       |
| СКА Санкт Петербург        | 8.      | 2.      | 7.      | 2.      | 1       |
| Трактор Чељабинск          | 12.     | 18.     | 18.     | 1.      | 5       |
| Динамо Рига                | 10.     | 13.     | 13.     | 15.     | 24      |
| ЦСКА Москва                | 4.      | 12.     | 19.     | 18.     | 6       |
| Спартак Москва             | 9.      | 10.     | 12.     | 19.     | 23      |
| Нефтехимик Нижнекамск      | 14.     | 9.      | 15.     | 17.     | 14      |
| Северстал Череповец        | 17.     | 16.     | 9.      | 11.     | 11      |
| Торпедо Нижњи Новгород     | 11.     | 15.     | 17.     | 7.      | 20      |
| Динамо Минск               | 22.     | 17.     | 16.     | 13.     | 19      |
| Сибир Новосибирск          | 19.     | 20.     | 11.     | 20.     | 12      |
| Амур Хабаровск             | 20.     | 21.     | 22.     | 12.     | 25      |
| Витјаз Чехов               | 23.     | 23.     | 21.     | 23.     | 22      |
| Металург Новокузњецк       | 21.     | 24.     | 23.     | 16.     | 21      |
| Автомобилист Јекатеринбург | х       | 19.     | 20.     | 22.     | 26      |
| Југра Ханти-Мансијск       | х       | х       | 10.     | 14.     | 16      |
| Лев Праг                   | х       | х       | х       | х       | 15      |
| Слован Братислава          | х       | х       | х       | х       | 13      |
| Донбас                     | х       | х       | х       | х       | 18      |
| Химик Воскресењск          | 24.     | х       | х       | х       | х       |
| Лада Тољати                | 13.     | 22.     | х       | х       | х       |
| ХК МВД                     | 18.     | 4.      | х       | х       | х       |
| Лев Попрад                 | х       | х       | х       | 21.     | х       |

| Боја      | Опис                      |
| --------- | ------------------------- |
| Златна    | Победник Гагариновог купа |
| Сребрна   | Вицепрвак                 |
| Зелена    | Конференцијско финале     |
| Плава     | Конференцијско полуфинале |
| Љубичаста | Квалификован за плеј-оф   |
| Бела      | Без учешћа у доигравању   |

### Појединачни рекорди
Лигашки део сезоне
| Рекорд                      |     | Хокејаш                                                                                                  | Сезона                  |
| --------------------------- | --- | --- | ----------------------- |
| МВП поени                   | 80  | Александар Радулов (Ufa)                                                                                 | 2010/11                 |
| Голови                      | 35  | Јан Марек (Магнитогорск) Павел Брендл (Торпедо) Марцел Хоса (Динамо Рига) Сергеј Мозјакин (Магнитогорск) | 2008/09 2009/10 2012/13 |
| Асистенције                 | 60  | Александар Радулов (Салават)                                                                             | 2010/11                 |
| Шутеви на гол               | 234 | Кевин Далман (Барис)                                                                                     | 2011/12                 |
| Плус/минус                  | +45 | Патрик Торенсен (Салават)                                                                                | 2009/10                 |
| Искључење (мин)             | 374 | Дарси Верот (Витјаз)                                                                                     | 2009/10                 |
| Одбране (голмани)           | 33  | Кари Рамо (Авангард)                                                                                     | 2010/11                 |
| Утакмице без примљеног гола | 9   | Роберт Еш (СКА)                                                                                          | 2008/09                 |

Рекорди у плеј-офу
| Рекорд                      |     | Хокејаш | Сезона           |
| --------------------------- | --- | --- | ---------------- |
| МВП поени                   | 22  | Јожеф Вашичек (Локомотива) | 2010/11          |
| Голови                      | 14  | Михаил Анисин (Динамо Москва) | 2011/12          |
| Асистенције                 | 15  | Јожев Вашичек (Локомотива) Павол Демитра (Локомотива) Патрик Торенсен (Салават) Александар Радулов (Салават) Денис Кокарев (Динамо Москва) | 2010/11 2012/13  |
| Шутеви на гол               | 82  | Јевгениј Кузњецов (Трактор) | 2012/13          |
| Плус/минус                  | +16 | Доминик Грањак (Динамо Москва) | 2012/13          |
| Искључења (мин)             | 69  | Григориј Панин (Ак Барс) | 2008/09          |
| Одбране (голмани)           | 16  | Александар Јерјоменко (Динамо Москва) | 2011/12 2012/13. |
| Утакмице без примљеног гола | 5   | Георгиј Гелашвили (Локомотива) Мајкл Гарнет (Трактор)                                                                                      | 2008/09 2012/13. |

## Трофеји и награде
Победник плеј офа добија пехар Гагариновог купа, а освајач титуле у КХЛ лиги се уједно рачуна и као првак Русије без обзира на земљу из које тим долази. Екипа која освоји прво место на лигашкој табели након 56 кола осваја трофеј Континенталног купа, док такође победници по конференцијама након лигашког дела добијају трофеј победника купа источне односно западне конференције.
Такође лига награђује и играче у појединачној конкуренцији, попут награде за најкориснијег играча регуларног дела сезоне и плеј офа (МВП) и за најбољег дебитанта у лиги ("Руки").
Свака сезона започиње утакмицом Супер купа (Кубок Открытия) коју играју прошлосезонски финалисти. Од 2011. године овај куп се назива Куп Локомотиве у част страдалим играчима и стручном штабу ХК Локомотиве из Јарославља.